# Yves Corbeil
Pour les articles homonymes, voir Corbeil.
Yves Corbeil, né le 18 juillet 1944 à Saint-Eugène, Québec, est un comédien, animateur de télévision et de radio québécois. Il est également animateur de tirages de loterie pour Loto-Québec et prête sa voix pour le doublage québécois des acteurs américains Arnold Schwarzenegger, Ving Rhames, Tim Allen et John Goodman.

## Biographie
Yves Corbeil fait ses études collégiales au Collège André-Grasset et obtient son diplôme en 1964.
Animateur télé à partir de 1964, il devient rapidement une personnalité du milieu artistique et, tout particulièrement, du réseau de télévision québécois Télé Métropole. Il anime pour le réseau privé TVA, l'émission quotidienne Bonjour Montréal ainsi que plusieurs émissions de variétés et jeux télévisés. De plus , il a joué dans plusieurs téléromans, notamment dans Les Belles Histoires des pays d'en haut pour lequel il est Élzéar Fourchu et Peau de banane, écrit par Guy Fournier en 1987, l'un des gros succès de la télévision québécoise des années 1980. Il apparaît aussi dans le téléroman Virginie, dans Fais-moi un dessin, ainsi que dans de nombreuses publicités comme porte-parole pour les magasins Corbeil électroménagers.
En tant que comédien, il a aussi fait quelques incursions au théâtre, par exemple dans La Nostalgie du paradis (2000) de François Archambault, et même au cinéma, où il apparaît dans L'Amour... et après (Afterglow) d'Alan Rudolph.
La société d'État québécoise responsable de la loterie, Loto-Québec, le choisit comme porte-parole officiel, puis il devient l'animateur de l'émission de loterie Roue de fortune.
Il a souvent doublé en québécois Arnold Schwarzenegger (notamment sur le rôle de Mr. Freeze dans le film Batman et Robin. Il a prêté sa voix à Fred Caillou dans le film La Famille Pierrafeu. Il a aussi doublé le griffon Graer dans Le Monde de Quest et il était également la voix de Sideshow Bob dans la version québécoise de la première saison des Simpson.
Dans la saga Star Wars, il double en québécois le rôle de Darth Sidious dans l'épisode I et l'épisode II. Puis, à partir de l'épisode III, il se charge également de son alter ego Palpatine (doublé dans les deux films précédents par Benoît Marleau) tout comme dans la série animée The Clone Wars. Comme doubleur, il a participé à des centaines de productions américaines lors de sa carrière prolifique, étant entre autres le doubleur attitré de Tim Allen, John Goodman et Ron Perlman.
En 2006, le groupe humoristique Les Denis Drolet enregistre également une chanson en son honneur, le considérant comme un absolu génie.
À la radio, il fut aussi pendant plusieurs années animateur vedette des stations CKOI-FM et CFGL-FM.

## Filmographie

### Télévision
- 1966 - 1977 : Rue des Pignons : Aurèle Leduc
- 1968 - 1972 : Le Paradis terrestre : Marc Lavigne
- 1969 - 1970 : Les Belles Histoires des pays d'en haut : Élzéar « Boulé » Fourchu
- 1970 - 1978 : Les Berger : Dominic Marsan
- 1970 - 1975 : Mont-Joye : Jean-Claude Mongeau
- 1982 - 1987 : Peau de banane : Claude Cayer
- 1996 - 2010 : Virginie : Me Roger Mondor
- 1996 : Lobby : Maurice Roy
- 1997 - 1999 : Sauve qui peut! : Marcel Godbout
- 1997 : Paparazzi : Claude Dandurand
- 1998 : KM/H : lui-même
- 1999 : Omertà III, Le dernier des hommes d'honneur : Jean Leblanc
- 1999 - 2003 : Catherine : Richard
- 2000 : Haute Surveillance : Maurice Baillargeon
- 2009 : Taxi 0-22 : lui-même
- 2010 : C.A. : Richard Rousseau
- 2007 - 2014 : Destinées : Armand Pronovost
- 2023 - 2024 : Indéfendable : juge Fournier
- 2023 : Bon Matin Chuck (ou l'art de réduire les méfaits) : Laurent (Larry) Bélanger

### Cinéma
- 1964 : Trouble-fête de Pierre Patry : l'étudiant metteur-en-scène
- 1990 : La Fille du maquignon
- 1993 : Le Voleur et le Cordonnier : chef Roofless
- 1997 : L'Amour... et après (Afterglow) d'Alan Rudolph : Bernard Ornay
- 1997 : Bob Million : Jean-Guy
- 1999 : The Human Condition
- 2000 : Lost & Found : Sherman Platt
- 2002 : Les Country Bears : Ted Bedderhead
- 2002 : Le Collectionneur
- 2004 : Eternal : Captain Gérard
- 2015 : Turbo Kid : général

## Doublage
Yves Corbeil est la voix francophone des acteurs suivants.
- John Goodman dans :
  - Argo
  - Confessions d'une accro du shopping
  - Coyote Girls
  - Evan tout-puissant
  - Kong: Skull Island
  - Traque à Boston
  - Le Stage
  - Lendemain de veille 3
  - Les Aventures de Rocky et Bullwinkle
  - Monuments Men
  - Le Flambeur
  - Les Pierrafeu
  - Noël chez les Cooper
  - Otage du jeu
  - Ressusciter les morts
  - Sacre Boulot
  - Speed Racer
  - Transformers : L'Âge de l'extinction
  - Trumbo
  - Un Soir au Bar McCool's

- Arnold Schwarzenegger dans :
  - Batman & Robin
  - Dommages collatéraux
  - Impact
  - La Fin des temps
  - Le Dernier Combat
  - Le Tombeau
  - Le Tour du monde en quatre-vingts jours
  - Sabotage
  - Terminator 3 : La Guerre des machines
  - Terminator Genisys
  - Terminator: Sombre Destin

- Tim Allen dans :
  - De jungle en jungle
  - Les fous de la moto
  - Quelle vie de chien !
  - Sur les traces du Père Noël
  - Sur les traces du Père Noël 2
  - Sur les traces du Père Noël 3 : La Clause Force Majeure
- Ving Rhames dans :
  - Air Bagnards
  - Mission : Impossible - Répercussion
  - Mission : Impossible - Le Nation Rogue

Films d'animation :
- 1993 : Batman: Le Masque du Phantasme : Chuckie Soll
- 1999 : Tarzan : Kerchak
- 1999 : South Park, le film : Satan
- 2000 : Le Dinosaure : Kron
- 2000 : Un empereur nouveau genre : Pacha
- 2002 : Lilo et Stitch : Gantu
- 2002 : La Planète au Trésor : M. Arrow
- 2003 : Le Livre de la jungle 2 : Shere Khan
- 2003 : Atlantis : Le Retour de Milo : Chakashi
- 2003 : Stitch ! Le film : capitaine Gantu
- 2004 : La Ferme de la Prairie : Junior
- 2005 : Mulan 2 : premier ancêtre
- 2005 : Tarzan 2 : Kerchak
- 2005 : Un Kronk nouveau genre : Pacha
- 2005 : La Mariée cadavérique : Finnis Everglot
- 2007 : Drôle d'abeille : Layton Montgomery
- 2011 : Le Chihuahua de Beverly Hills 2 : Pedro
- 2011 : Kung Fu Panda 2 : Me Bœuf
- 2012 : Le Chihuahua de Beverly Hills 3 : Pedro
- 2012 : Contrebande : Bud Farraday (William Lucking)
- 2015 : Georges le petit curieux 3 : Retour à la jungle : Houston
- 2016 : Ratchet et Clank : Grimroth

Séries animées :
- 1989 : Les Simpson : Sideshow Bob (saison 1)
- 2008-2009 : Le Monde de Quest : Graer